# Renhuai
Renhuai è una città della provincia cinese di Guizhou con circa 100 000 abitanti.
Si trova in un'area montuosa della provincia e fa parte della città-prefettura di Zunyi.
Nel suo territorio vi è il villaggio Maotai, dove si produce del famoso liquore omonimo.